# Municipio Rosario de Perijá
El Municipio Rosario de Perijá está ubicado en el Estado Zulia, Venezuela. Posee una superficie de 3.914 km² y tiene 95.523 habitantes (censo 2016). El municipio está conformado por 3 parroquias: Donaldo García, El Rosario y Sixto Zambrano. El gentilicio está identificado como Perijanero o Rosarense. Sin embargo dentro de la localidad y fuera de la misma también es usado como gentilicio: "Villeros o Villeras".
La economía del municipio se basa fundamentalmente en la ganadería, aunque existe una explotación importante de piedra caliza para fabricar cemento.

## Historia
Su capital  La Villa del Rosario fue fundada por Cédula Real en 1720 por Don Juan de Chourio e Iturbide. El municipio actual fue creado por división político-administrativa realizada en 1989 durante el gobierno de Carlos Andrés Pérez. El 7 de septiembre de 2015 el presidente venezolano, Nicolás Maduro declara parcialmente un Estado de excepción en el estado fronterizo del Zulia, por la crisis diplomática con Colombia originado por los acontecimientos ocurridos en el Estado Táchira el 21 de agosto del mismo año. Para esa fecha fueron tres los municipios afectados por la acción presidencial. El día 15 del mismo mes el cierre de frontera y la aplicación del estado de excepción se extiende a otros siete municipios de la entidad zuliana, siendo esta entidad municipal uno de los municipios afectados por la medida presidencial.

## Geografía

### Clima
En el municipio Rosario De Perija las temperaturas mínimas mensuales se ubican entre 6.9 y 23.4 °C y las máximas entre 17.9 y 33.4 °C. La precipitación total anual está entre 1228 y 2151 mm. En el trimestre de septiembre a noviembre cae la mayor cantidad de lluvia, el trimestre más seco va de enero a marzo.

### Parroquias
1. Parroquia Donaldo García
2. Parroquia El Rosario
3. Parroquia Sixto Zambrano

### Centros poblados
El centro más importante es la capital, Villa del Rosario.
- Caseríos del Norte al Sur: Altos de Jalisco, Patillas,La Matica,  San Ignacio, Cañada Honda, Villa Vieja, Guadalajara, Los Banchos, El Pintado, Barranquitas, Playitas, Iguana, Saltanejo, San Juan I, San Juan 2, Puentecitos, Arimpia, Palmitas, El Rodeo.

- Sitios urbanos: El Oculto, el Rendino, El Oriente, El mineral, Los Ajices, El Cómico, San Benito, Santa Ara, Los Lirios, La Entrada.

- Sitios rurales: La Torta, Juan Gil, El Recreo, El Amparo, El Paraíso, Santa Rosa, Los Guayabos y Los haticos.
- Sus principales Urbanismos son: Aurora I y II, San Andrés, Las Cayapas, Rodolfo Rincón, Las Colinas, Los Chaguaramos y Santa Teresa.
- Sus Barriadas más conocidas son: 2 de Febrero, Maria Alejandra, Rafael Caldera, 26 de Enero, Barrio oscuro, Barrio verde, San Valentin, Barrio Venezuela, La cueva I y Cueva 2.
- Principales sectores: La unión de la Ubanicaciòn Aurora con el Barrio Trujillo, Rafael Caldera y Maria Alejandra forman el popular sector "Las Casitas" Mientras que Las Colinas, Los chaguaramos, San Andrés y Barrio Venezuela crean el sector "Las colinas", Noriega trigo I y II,y de la Unión de la de Vega,Dabajuro y San Francisco crea el sector Corito.

### Demografía
La mayoría en el municipio está compuesta por venezolanos criollos, pero en la parte occidental y norte también hay comunidades indígenas japrería, yukpas y wayúus. En el municipio también se encuentra la única comunidad que aun existe de la etnia japrería. El idioma de los yukpas y el de los japrerías pertenecen a la familia Caribe. El idioma wayúu es de la familia arawaca. 
La población indígena y los grupos ganaderos criollos han estado durante mucho tiempo en conflicto por los derechos a las tierras ancestrales.

## Política y gobierno
Rosario de Perijá, está actualmente bajo el mando del licenciadoen en Relaciones Industriales, Ely Ramón Atencio; quién  asumió el gobierno del municipio, tras ganar las elecciones municipales el 21 de noviembre de 2021; con el partido de Unidad Democrática. 
El gobierno municipal es elegido cada cuatro años; en elecciones democráticas y participativas. 

### Alcaldes
| Período     | Alcalde              | Partido político / Alianza | % de votos | Notas |
| ----------- | -------------------- | -------------------------- | ---------- | --- |
| 1989 - 1992 | Nestor Luis Martínez |                            | 38,47      | Primer alcalde bajo elecciones directas |
| 1992 - 1995 | Nestor Luis Martínez |                            | 62,13      | Reelecto |
| 1995 - 2000 | Jorge Rincón         |                            | -          | Segundo alcalde bajo elecciones directas (se realizaron elecciones generales adelantadas en el 2000 debido a la aprobación de la Constitución de 1999) |
| 2000 - 2001 | Baldemar Sandoval    | MOVIMIENTO PERIJA          | 49,20      | Tercer alcalde bajo elecciones directas |
| 2001 - 2002 | Juana Prieto         | MOVIMIENTO PERIJA          | -          | (Alcalde encargado como presidente de la cámara municipal después del fallecimiento del alcalde Baldemar Sandoval)                                     |
| 2002 - 2004 | Jorge Rincón         |                            | 46,14      | Cuarto alcalde bajo elecciones directas |
| 2004 - 2008 | Ely Ramón Atencio    |                            | 29,13      | Quinto alcalde bajo elecciones directas |
| 2008 - 2013 | Olegario Martínez    |                            | 50,02      | sexto alcalde bajo elecciones directas (se postergan 1 año las elecciones municipales pautadas para finales del 2012)                                  |
| 2013 - 2017 | Olegario Martínez    |                            | 59,18      | Reelecto |
| 2017 - 2021 | Olegario Martínez    |                            | 53,71      | Reelecto |
| 2021 - 2025 | Ely Ramón Atencio    |                            | 61,51      | Séptimo Alcalde bajo elecciones directas |

### Concejo municipal
Período 1989 - 1992
| Concejales:           | Partido político / Alianza |
| --------------------- | -------------------------- |
| Jorge Rincón          | AD                         |
| Nilecta Toyo          | AD                         |
| Fernando Finol        | AD                         |
| Alcides Duarte        | AD                         |
| Angel Modesto Pacheco | COPEI                      |
| Eduardo Ojeda         | COPEI                      |
| Wilibaldo Alvarado    | COPEI                      |

Período 1992 - 1995
| Concejales:        | Partido político / Alianza |
| ------------------ | -------------------------- |
| Euclides García    | AD                         |
| Tomas Santamaría   | AD                         |
| Fernando Finol     | AD                         |
| Jorge Rincón       | AD                         |
| Omar Chourio       | AD                         |
| Jeannette Barrueta | AD                         |
| Rosa de López      | COPEI                      |
| Eduardo Ojeda      | COPEI                      |
| Mary Luz de Nuñez  | COPEI                      |

Período 1995 - 2000
| Concejales:       | Partido político / Alianza |
| ----------------- | -------------------------- |
| Ely Ramón Atencio | AD                         |
| Luis Romero       | AD                         |
| Jesus Pacheco     | AD                         |
| Armando Martínez  | AD                         |
| Rosa Romero       | COPEI                      |
| Alberto Martínez  | COPEI                      |
| Neptali Carmona   | CONVERGENCIA               |
| Amado Castro      | CONVERGENCIA               |
| Omar Chourio      | MIN                        |

Período 2013 - 2018 
| Concejales          | Partido político / Alianza |
| ------------------- | -------------------------- |
| Pedro Hernández     | PSUV                       |
| Julio Pérez         | PSUV                       |
| Caroli Silgado      | PSUV                       |
| María Hernández     | PSUV                       |
| Orlando Carrasquero | PSUV                       |
| Fernando Finol      | UNT/MUD                    |
| Roberto Palmar      | CONIVE                     |

Período 2018 - 2021
| Concejales        | Partido político / Alianza |
| ----------------- | -------------------------- |
| Jean Carlos Ávila | PSUV                       |
| Lilia Serna       | PSUV                       |
| Cesar García      | PSUV                       |
| Yaneth Salas      | PSUV                       |
| Luis Duarte       | PSUV                       |
| Yessika Álvarez   | PSUV                       |
| Roberto Palmar    | CONIVE                     |

Período 2021 - 2025
| Concejales:      | Partido político / Alianza |
| ---------------- | -------------------------- |
| Eric Añez        | MUD                        |
| Dubis Fuenmayor  | MUD                        |
| Masiel Barrueta  | MUD                        |
| Lurba Rojas      | MUD                        |
| Jorge Rincon     | MUD                        |
| Jesus López      | PSUV                       |
| Esmeidi González | PSUV                       |
| Yohan Montiel    | PSUV                       |
| José Ballesteros | (Representación indígena)  |